# Zwaagdijk-Oost
Zwaagdijk-Oost – miasto w Holandii.

## Położenie
Jest  miastem liniowym, częścią gminy Medemblik w prowincji Holandia Północna. Zwaagdijk-Oost znajduje się 66 km od stolicy prowincji – Haarlemu, do którego podróż transportem publicznym trwa nieco ponad godzinę. W 2013 roku miasto liczyło 1139 mieszkańców. W mieście znajduje się siedziba koncernu Action.